# Acetilcolinesterasi
L'acetilcolinesterasi (AChE) è un enzima appartenente alla classe delle idrolasi e alla famiglia delle colinesterasi che catalizza la seguente reazione:
acetilcolina + H2O → colina + acetato
L'enzima è normalmente presente nell'organismo dei mammiferi localizzato nella membrana post-sinaptica delle giunzioni colinergiche. La sua funzione è quella di idrolizzare l'acetilcolina scindendola in colina e acido acetico.
L'attività di questo enzima può essere modificata sia da farmaci, nel trattamento di malattie quali Miastenia gravis e l'Alzheimer, sia da tossine naturali. Per esempio nella diagnosi della miastenia gravis al soggetto viene inoculato un farmaco, la piridostigmina, che con la sua inibizione dell'enzima porta un leggero potenziamento delle facoltà motorie confermando l'ipotesi di diagnosi supposta.